# Orionidi
Orionidi  so meteorji, ki pripadajo vsakoletnemu meteorskemu roju.

Radiant Orionidov leži v ozvezdju Oriona (Ori) (Orionis). Orionidi se pojavljajo od 16. oktobra do 27. oktobra, svoj vrhunec pa dosežejo 21. oktobra.
Starševsko telo (izvorni komet) je periodični  Halleyev komet (obhodna doba okoli 76 let). Delci iz istega kometa povročajo tudi meteorski roj Eta Akvaridi. 

## Opazovanje
Orionidi spadajo med najmočnejše in najbolj opazovane meteorske roje. Radiant leži v severovzhodnem delu ozvezdja Orion (levo nad znano zvezdo Betelgezo).
Ker ima komet Halley retrogradno orbito, imajo prašni delci iz kometa relativno veliko hitrost glede na Zemljo, ki jo zadenejo s hitrostjo do 66 km/s. Opazovalec vidi v jasni in temni noči okoli 10 meteorjev na uro. 